# Zakłady Przemysłu Spożywczego Ostrowin
Zakłady Przemysłu Spożywczego Ostrowin – firma zajmująca się produkcją napojów alkoholowych założona w 1890 roku z inicjatywy osób o nazwiskach Glaser i Remak (jako destylatornia i wytwórnia win owocowych). Siedziba znajduje się w Ostrowie Wielkopolskim. Została spółką z ograniczoną odpowiedzialnością w grudniu 1994 roku. Produkuje wina gatunkowe na bazie win owocowych, vermouthów i napojów winopodobnych na bazie soku owocowego. W 2006 roku rozpoczęto produkcję i rozlew mocnych alkoholi typu brandy i whisky w ciekawych opakowaniach (skrzynki drewniane, kartonik z kieliszkiem). Z końcem roku 2010 została ogłoszona decyzja o upadłości ostrowskich Zakładów Przemysłu Spożywczego „Ostrowin”.